# Коляновська-Богоріо Катерина Йосипівна
Катерина Йосипівна Коляновська-Богоріо (прізвище при народженні — Коляновська, сценічний псевдонім — Богоріо; 1863, Москва, Російська імперія — ?) — артистка опери (колоратурне сопрано), концертна співачка.

## Біографія
Закінчила московську музичну гімназію (1884), надалі навчалась співу в Харківському музичному училищі (викладач К. О. Прохорова-Мауреллі). За порадою італійського співака Е. Тамберліка удосконалювала майстерність в Парижі у П. Віадро (1884—1886). З 1886 року з успіхом виступала на сценах Парижу, у 1886—1888 роках виступала в Італії — в Равенні в театрі «Аліґ'єрі» і в Турині. Повернувшись до Російської імперії виступала в Харкові, Києві, Москві. В сезоні 1888-89 — солістка Тефліської опери.

## Творчість, репертуар
Мала рівний, дзвінкий, але не сильний голос «сріблястого» тембру, добре оброблений з прекрасною колоратурною технікою. Виконання відрізнялося легкістю і витонченістю. Критики порівнювали її голос з голосом М. Ван-Зандт.
Оперні партії: Цариця Ночі («Чарівна флейта» В. А. Моцарта), Маргарита («Фауст» Ш. Гуно), Віолетта («Травіата» Дж. Верді), Джильда («Ріголетто» Дж. Верді), Мікаела («Кармен» Ж. Бізе, дебют в театрі «Аліґ'єрі», Равенна).
Концертний репертуар: романси П. Чайковського, твори В. А. Моцарта, Ф. Шопена, арії з опер Дж. Россіні, Л. Деліба, Г. Доніцетті, Дж. Верді.
6 листопада 1888 році виступила в Києві з сольним концертом, в якому їй акомпанував Микола Лисенко.